# Ovomaltine
Ovomaltine é uma bebida, originalmente suíça, composta de malte, cacau, leite e ovo. Pertencente ao grupo Associated British Foods.

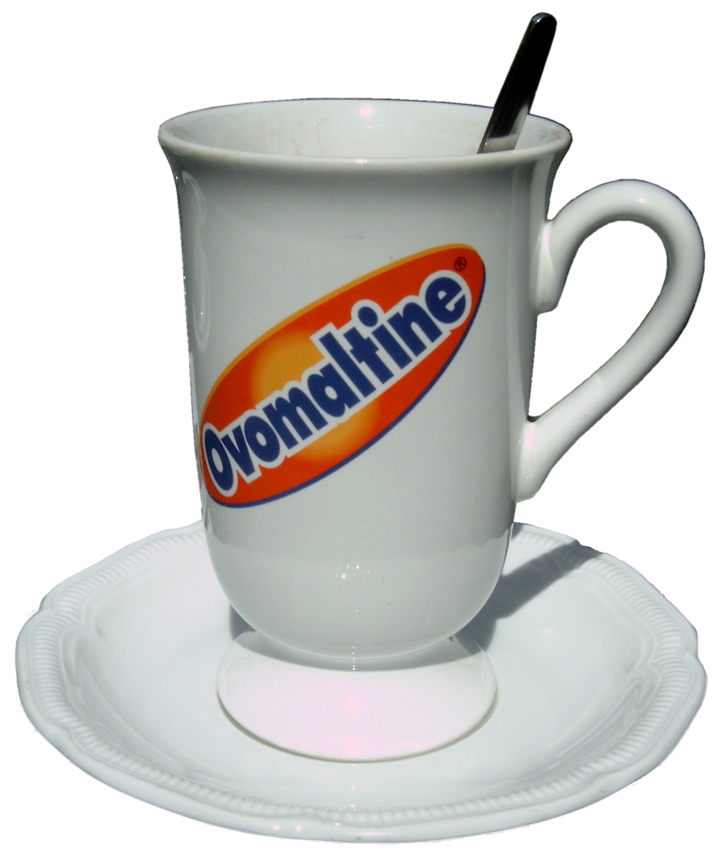
Uma taça de ovomaltine

O produto é conhecido como Ovomaltine em várias partes do mundo. Na Itália é conhecido por Ovomaltina. Quando foi exportado para a Inglaterra em 1909, houve um erro no registro da sua marca, que o levou a ser registrado como Ovaltine.

## História
A fábrica foi criada na Suíça em 1904, mais tarde uma fábrica foi construída na Inglaterra, exclusivamente para a produção de Ovomaltine. Em seguida, esta fábrica passou a exportá-lo para os Estados Unidos.
Em 1919 o Ovomaltine começou a ser produzido em Chicago, para o mercado americano. Inicialmente divulgado com um produto integralmente composto por malte, leite e ovos, com pitadas de cacau, a sua fórmula foi alterada no decorrer dos anos. Hoje, existem diferentes fórmulas para o produto vendido em diferentes partes do mundo, devido a diferentes normas e regulamentos.
Em outubro de 2002, a divisão de alimentos de bebidas da Novartis Consumer Goods foi comprada pela Associated British Foods - ABF, que é a atual responsável por produzir o Ovomaltine na Suíça, China, Singapura, e Filipinas.

### Revitalização da marca
Surpreendentemente, os comerciais de Ovomaltine ainda são anunciados em rádios populares dos Estados Unidos, e a intensidade de seus aparecimentos tem aumentado gradativamente, tendo-se tornado mais presentes ultimamente. Isso pode significar uma revitalização da marca nesse país.
No Brasil, a estratégia de marketing foi feita em conjunto com a rede de distribuição de alimentos nacional Bob's. Atualmente, a rede McDonald´s também vende produtos feitos com Ovomaltine.

## No Brasil
Boa parte da fama do Ovomaltine no Brasil se deve à comercialização, desde o final da década de 1980, de milkshakes feitos com o ingrediente, por iniciativa do fast-food carioca Bob's. Com o sucesso do produto, a rede Bob's renovou seu cardápio e ampliou o uso do Ovomaltine para outros sorvetes e sobremesas, como o sundae. Outras empresas de fast food, além do Bob's, também comercializam o produto, como o Giraffas por exemplo.
Em 2008, o Ovomaltine tipo suíço, sem açúcar, foi descontinuado no Brasil. Entretanto, o produto foi reintroduzido no mercado brasileiro em meados da década de 2010. foi extinto das prateleiras dos supermercados e mercearias brasileiros. O antigo e diferente Ovomaltine tipo suíço, que era uma opção para aqueles não queriam um achocolatado, foi substituído pelo Ovomaltine chocolate fino. No entanto, a versão mais popular no Brasil - Ovomaltine flocos crocantes, é responsável por 94% das vendas no país e continuou no mercado. Os flocos crocantes foram, na verdade, um erro de produção que acabou tendo grande aceitação ao paladar dos brasileiros.
Desde 2009 a rede de lanchonetes McDonald's comercializa sua linha de sorvetes com confeitos, McFlurry, com chocolate e Ovomaltine. Em 2016, a empresa Bob's perdeu o direito de exclusividade de apresentar a marca Ovomaltine em seus milk shakes e sorvetes. Essa exclusividade foi então adquirida pela rede McDonald's, mas o Bob's, assim como outras redes de fast-food, como Giraffas e Burger King, seguem empregando o Ovomaltine como ingrediente de seus milkshakes e sorvetes, que são vendidos com nomes como "crocante" e "clássico".